# The Knife (álbum)
The Knife é o sétimo álbum de estúdio da banda estadunidense de ska punk Goldfinger, lançado em 21 de julho de 2017, pela Rise Records, depois de nove anos sem álbum, o maior período de espera entre dois álbuns deles. É o primeiro lançamento com a nova formação de supergrupo que consiste no guitarrista/vocalista e membro fundador John Feldmann, o guitarrista Philip Sneed (Story of the Year), o baixista Mike Herrera (MxPx, Mike Herrera's Tumbledown) e o baterista Travis Barker (blink-182), além de algumas participações de outros músicos notórios.

## Lista de faixas
| N.º | Título                                         | Compositor(es)                         | Duração |  |
| 1.  | "A Million Miles" (Um Milhão de Milhas)        | Feldmann, Barker, Herrera, Sneed       | 2:05    |  |
| 2.  | "Get What I Need" (Conseguir o Que Eu Preciso) | Feldmann, Barker, Herrera, Sneed       | 3:06    |  |
| 3.  | "Am I Deaf" (Eu Estou Surdo)                   | Feldmann                               | 3:04    |  |
| 4.  | "Tijuana Sunrise" (Nascer do Sol de Tijuana)   |                                        | 3:38    |  |
| 5.  | "Put The Knife Away" (Guarde a Faca)           | Feldmann                               | 2:58    |  |
| 6.  | "Don't Let Me Go" (Não Me Deixe Ir)            | Feldmann, Barker, Herrera, Sneed       | 3:33    |  |
| 7.  | "Beacon" (Raio de Luz)                         | Feldmann                               | 3:09    |  |
| 8.  | "Who's Laughing Now" (Quem Está Rindo Agora)   | Feldmann, Barker, Herrera, Sneed       | 2:42    |  |
| 9.  | "Say It Out Loud" (Diga Bem Alto)              | Feldmann, Barker, Herrera, Sneed       | 3:34    |  |
| 10. | "Orthodontist Girl" (Garota Ortodontista)      | Feldmann                               | 2:29    |  |
| 11. | "See You Around" (Te Ver Por Aí)               | Feldmann, Jonathan Fox, Martin Johnson | 2:59    |  |
| 12. | "Liftoff" (Levante)                            |                                        | 3:27    |  |
| 13. | "Milla"                                        |                                        | 2:38    |  |

## Créditos
Principalmente de acordo com o Allmusic e algumas outras fontes
| Goldfinger - John Feldmann - vocal, guitarra rítmica - Philip Sneed - guitarra solo - Mike Herrera - baixo - Travis Barker - bateria Músicos de apoio - Zakk Cervini - baixo, guitarra e teclados - Matt Pauling - baixo, guitarra e teclados adicionais - Billy Kottage - teclados, trombone - Matt Appleton - saxofone - John Christianson - trompete | Participações especiais - Mark Hoppus (blink-182) - vocais em "See You Around") - Nick Hexum (311) - vocais em "Liftoff" - Takahiro Moriuchi (ONE OK ROCK) - vocais em "Don't Let Me Go" - Nate Albert (ex-The Mighty Mighty Bosstones) - guitarra em "Get What I Need" - Makua Rothman - ukeke em "Liftoff" - Josh Dun (Twenty One Pilots) - bateria em "Orthodontist Girl" Pessoal técnico - Zakk Cervini - mixagem, produção - Matt Pauling - produção, edição e engenharia adicionais - Brian Burnham - assistente de estúdio - Vinicius Gut - arte, layout |